# Піраміда Карлсруе
Піраміда Карлсруе — кам'яна піраміда на Ринковій площі Карлсруе і символ міста. Піраміда була зведена з пісковика в 1823 р. архітектором Фрідріхом Вайнбреннеромнад гробницею маркграфа Карла III Вільгельма. Раніше останки маркграфа покоїлися в Церкві Конкордії, що стояла на цьому місці і була знесена в 1807 р. Після зносу церкви на кілька років, необхідних для зведення нової усипальні, над гробницею була споруджена тимчасова дерев'яна піраміда.
У 1940 р. права власності на піраміду перейшли від дому баденських великих герцогів до міської влади. Але і зараз вхід в піраміду можливий тільки з дозволу нащадків маркграфа.
Напис на піраміді:
|  | Тут, де колись в тіні Хартвальдського лісу маркграф Карл шукав спокій і повелів звести місто, що носить його ім'я, і де він знайшов останній спокій, йому присвячений цей пам'ятник, попіл, що укрив його. У вдячній пам'яті, Людвіг Вільгельм Август, великий герцог, 1823 р. |